# Fritz De Wolf
Frédéric "Fritz" De Wolf (Aalst, 1874 - aldaar, 1946)  was een Belgisch zaakvoerder, commandant van de vrijwillige brandweer en voorzitter van het COO (voorloper van het OCMW). Hij was tevens eigenaar van mouterij De Wolf-Cosijns die in 1790 was opgericht.

## Levensloop
De Wolf was een telg uit de De Wolf-Cosijn, een familie van industriëlen. Het echtpaar Henri August De Wolf en Marie Catherine Cosijns hadden in Aalst in de eerste helft van de 19de eeuw een handel gesticht in hop en granen met groot succes. De Wolf was een van de kleinkinderen van het voorgenoemde echtpaar en was medebestuurder. De Wolf groeide op in een gezin van 13 kinderen gezamenlijk met broer Désiré De Wolf. Nadat De Wolfs vader, Philemon De Wolf weduwnaar werd in 1897 gaf hij volmacht aan Fritz gezamenlijk met zijn broer. Zijn broer Désiré ging later ook nog in de politiek. Fritz sterft omwille van een pijnlijke ziekte in 1946. De dag na de dood van De Wolf kreeg zijn personeel een dag betaald verlof.
Het bedrijf mouterij De Wolf-Cosijns werd gesloten in 2002 door Interbrew. Deze sluiting resulteerde in een staking van 180 man.
Naar De Wolf werd de straat Fritz de Wolfkaai in Aalst vernoemd.